# The Tiny Tour
Albums de Erasure
Cowboy
(1997) Loveboat
(2000)
The Tiny Tour est le titre de la 6e cassette vidéo VHS du groupe Erasure. Il s'agit d'un concert enregistré au Royaume-Uni à Oxford, le 11 novembre 1996 à l'Oxford Apollo Theatre, une salle d'une capacité de 1 800 places, et commercialisé près de deux années plus tard, en 1998. Contrairement à d'autres parutions vidéo des premières années d'Erasure, ce concert n'a encore jamais été réédité en DVD.
Ce concert fut la dernière parution d'Erasure en cassette VHS ; les sorties vidéos suivantes du groupe intervenant uniquement en format DVD.

## Détail des Titres
1. Stop!
2. Sometimes
3. Take A Chance On Me
4. Victim Of Love
5. A Little Respect
6. In My Arms
7. Always
8. Star
9. Fingers & Thumbs (Cold Summer's Day)
10. Stay With Me
11. Spiralling
12. Heart Of Glass
13. Sono Luminus
14. Who Needs Love Like That
15. Oh L'Amour
16. Chains Of Love
17. Chorus
18. Rock Me Gently
19. Love To Hate You